# Creatonotos continuatus
Creatonotos continuatus là một loài bướm đêm thuộc phân họ Arctiinae, họ Erebidae.